# Maraduru, Hunsur
Maraduru là một làng thuộc tehsil Hunsur, huyện Mysore, bang Karnataka, Ấn Độ.